# Thẩm phu nhân (Đường Đại Tông)
Duệ Chân Thẩm Hoàng hậu (chữ Hán: 睿真沈皇后; không rõ năm sinh năm mất), là thiếp của Đường Đại Tông khi còn là Quảng Bình vương, đồng thời là sinh mẫu của Đường Đức Tông Lý Quát.
Trong lịch sử nhà Đường, hành tung của bà là bí ẩn nhất vì bà đột nhiên mất tích ngay giữa loạn An Sử. Về sau, Đại Tông lẫn con bà Đức Tông đều ra sức nỗ lực tìm kiếm nhưng đều không thành.

## Tiểu sử
Thẩm phu nhân xuất thân Ngô Hưng (nay là Hồ Châu, tỉnh Chiết Giang), dòng họ Ngô Hưng Thẩm thị (吳興沈氏), đây là một hào môn có tiếng ở địa phương. Tổ 6 đời là Thẩm Hiệp (沈勰), từng làm Thái thú của quận An Lục thời Nam Lương. Sau, Thẩm Hiệp quy phụ Bắc Chu, Hoàng đế Bắc Chu là Vũ Văn Ung lấy Thẩm thị, con gái của Thẩm Hiệp làm phi tần, phong Thẩm Hiệp làm Thượng thư Tả phó xạ. Tằng tổ Thẩm Lâm (沈琳) từng làm Lang trung thời nhà Tùy, tổ phụ Thẩm Giới Phúc (沈介福), làm chức Viên ngoại, từng nhậm Huyện lệnh của huyện Trường An. Cha Thẩm thị là Thẩm Dịch Trực (沈易直), làm Bí thư giám, em trai Thẩm Chấn (沈震) về sau cũng là Bí thư giám.
Khoảng cuối năm Khai Nguyên (741), Thẩm thị với thân phận [Lương gia tử; 良家子] mà nhập Thái tử cung. Theo quy chế đời Đường, Lương gia tử là con nhà lành thế gia nhiều đời, tổ tiên không phạm tội, được hoạch chọn để làm phi thiếp cho Hoàng tử, Hoàng tôn hoặc bổ sung Nữ quan trong Nội đình. Với xuất thân thế gia nhiếu đời, Thẩm thị được sắp đặt làm thiếp của Đường Đại Tông, khi đó đang là Quảng Bình vương (廣平王), lấy lễ vật đàng hoàng mà nạp vào. Năm Thiên Bảo nguyên niên (742), Thẩm thị sinh hạ nguyên tử Lý Quát, chính là Đường Đức Tông tương lai.
Trong loạn An Sử, Thẩm thị bị mất tích khi đang trong Lạc Dương khi Sử Tư Minh tái chiếm thành. Đường Đại Tông sau khi tức vị thì ra sức tìm kiếm, ròng rã 10 năm mà bặt vô âm tín. Đầu năm Vĩnh Thái (765), một ni sư ở Sùng Thiện tự (崇善寺) tại Thọ Châu (nay là vùng phụ cận tỉnh An Huy) tự nhận là Thẩm phu nhân-mẹ của Thái tử, bị kiểm tra ra chân tướng giả mạo, chỉ là một nhũ mẫu của Thiếu Dương viện.

## Hậu duệ truy tôn
Năm Đại Lịch thứ 14 (779), tháng 6, con trai của Thẩm phu nhân là Thái tử Lý Quát tức vị, tức Đường Đức Tông. Ngay vừa khi lên ngôi, Hoàng đế liền ra chỉ cáo thiên hạ, chính thức truy tặng cho mẹ mình làm Hoàng thái hậu. Sang năm Kiến Trung nguyên niên (780), tháng 11, Đức Tông diêu tôn Thánh mẫu Thẩm thị làm Hoàng thái hậu, bày lễ tại Hàm Nguyên điện, án theo lễ Chính hậu. Hoàng đế mặc Cổn miện đi từ Đông Tự môn (東序門), hướng phía Đông, bá quan theo vị trí đến hành lễ.
Chiếu sách văn viết:
| “                                      | 嗣皇帝臣名言：恩莫重于顾复，礼莫贵于徽号，上以展爱敬之道，下以正春秋之义，则祖宗之所禀命，臣子之所尽心，尊尊亲亲，此焉而在。两汉而下，帝王嗣位，崇奉尊称，厥有旧章。永惟丕烈，敢坠前典？臣名谨上尊号曰皇太后。 . Tự Hoàng đế thần danh ngôn: Ân mạc trọng vu cố phục, lễ mạc quý vu huy hào, thượng dĩ triển ái kính chi đạo, hạ dĩ chính xuân thu chi nghĩa, tắc tổ tông chi sở bẩm mệnh, thần tử chi sở tẫn tâm, tôn tôn thân thân, thử yên nhi tại. Lưỡng hán nhi hạ, đế vương tự vị, sùng phụng tôn xưng, quyết hữu cựu chương. Vĩnh duy phi liệt, cảm trụy tiền điển? Thần danh cẩn thượng tôn hào, viết Hoàng thái hậu. | ” |
| — Sách tôn Thẩm thị làm Hoàng thái hậu | |   |

Bên cạnh đó, Đức Tông truy tôn cho ngoại tổ phụ Thẩm Dịch Trực làm Thái sư, cụ tổ ngoại là Thẩm Giới Phúc làm Thái phó, kỵ tổ ngoại Thẩm Lâm tặng Thái bảo, cậu của Đức Tông (em trai Thẩm thị) là Bí thư giám Thẩm Chấn tặng Thái úy. Khi ấy, cả nhà họ Thẩm được truy xét thân thuộc, bái tặng gồm hơn 100 người. Sang năm Trinh Nguyên thứ 7 (791), Đức Tông lại tặng ngoại tằng tổ phụ là Thẩm Lâm làm Tư không, tước Từ Quốc công (徐國公); sau đó cho lập 5 miếu thờ tổ tiên nhà họ Thẩm. Vào lúc đấy Thẩm thị gia tộc chi đại tông đã không còn ai, Đức Tông đành cho tộc tử chi gần nhất là Thẩm Phòng (沈房) làm Kim Ngô tướng quân, nối dõi tông đường để duy trì hương hỏa.
Năm Nguyên Hòa nguyên niên (806), cháu chắt của Thẩm Thái hậu là Đường Hiến Tông tức vị. Tháng 9 cùng năm, Hiến Tông vọng xưng Thái hậu Thẩm thị là Thái hoàng thái hậu, cử hành nghi lễ hợp táng tượng trưng cho Thẩm Thái hoàng thái hậu cùng Đại Tông vào Nguyên lăng (元陵), với nghi thức đầy đủ mũ áo dành cho Hoàng hậu, bà được đặt phía bên Tả của Đại Tông. Tháng 11 cùng năm, chính thức làm lễ truy tôn cho Thẩm Thái hoàng thái hậu, dâng thụy hiệu là Duệ Chân Hoàng hậu (睿真皇后).

## Cái tên Thẩm Trân Châu
Bộ phim Đài Loan Trân Châu truyền kỳ, phần dạo đầu ca khúc có câu: "Thiên tư mông trân sủng, minh mâu chuyển châu huy. Lan tâm huệ chất xuất danh môn, Ngô Hưng tài nữ Thẩm Trân Châu".
Tiếp đến, bộ phim Đại Đường vinh diệu năm 2017 cũng lấy nhân vật nữ chính tên Thẩm Trân Châu (沈珍珠), tiểu thuyết hóa hình tượng Thẩm phu nhân trong lịch sử. Điều này tương tự việc Đại Thắng Minh Hoàng hậu Dương thị được tiểu thuyết hóa tên gọi trên sân khấu, được biết đến là Dương Vân Nga.

## Trong văn hóa đại chúng
| Năm  | Phim truyền hình    | Diễn viên | Nhân vật       |
| 1987 | Trân Châu truyền kì | Thi Tư    | Thẩm Trân Châu |
| 2017 | Đại Đường vinh diệu | Cảnh Điềm | Thẩm Trân Châu |